# Słowo (film)
Słowo (duń. Ordet) – duński film fabularny z 1955 roku w reżyserii Carla Theodora Dreyera. Obraz zdobył m.in. Złotego Lwa na 16. MFF w Wenecji oraz Złoty Glob za najlepszy film nieanglojęzyczny.

## Fabuła
Głównym bohaterem filmu jest Johannes, młody człowiek, który postradawszy zmysły, postanowił na wzór Jezusa Chrystusa wzywać okoliczną ludność do pokuty oraz oczekiwania na czasy mesjańskie. Jego ojciec, od wielu lat bezskutecznie prosząc o zdrowie dla oszalałego syna, zaczyna wątpić w siłę modlitwy. W międzyczasie umiera Inger Borgen, siostra Johannesa a żona ateisty, Mikkela. Staje się to początkiem duchowej przemiany tej duńskiej rodziny. Słowo to obraz o dramacie wiary i niewiary, życia i śmierci, wreszcie – obecności lub nieobecności Boga w cierpieniu.

## Nagrody i nominacje
| Nazwa nagrody | Wygrane                    | Nominacje |
| ------------- | -------------------------- | --------- |
| Złoty Glob    | Najlepszy film zagraniczny | wygrana   |

## Wyróżnienia
| Rok wpisania | Wyróżnienie                                                                                                   |
| ------------ | --- |
| 1995         | Lista „ważnych i wartościowych filmów fabularnych” opracowana w Watykanie w 1995 roku z okazji 100-lecia kina |